# 池田組
池田組（いけだぐみ）は、岡山県岡山市北区に本部を置く独立系指定暴力団。元神戸山口組傘下組織。

## 概要
結成当初から岡山県内を地盤に山口組の傘下組織として活動したが、2015年夏の山口組分裂以降は神戸山口組傘下で活動した。2024年現在は独立した指定暴力団として存続している。
資金獲得活動（所謂シノギ）において多種多様な事業に介入している事から高い経済力を有する組織であり、神戸山口組在籍時代には山健組、宅見組と並び主要組織に位置付けられていた。六代目山口組からは神戸派の資金源として頻繁に襲撃のターゲットとされており、後述の様に組員が負傷・殺害される事件が多発している。

## 来歴

### 結成〜山口組在籍時代
昭和40年代、三代目山口組の二次団体である大石組内に、池田孝志が池田組を設立した。池田は大石組内で頭角を現し、1982年（昭和57年）には若頭に就任した。
1992年（平成4年）2月には、池田が五代目山口組の直参に昇格し、同時に池田組も山口組の二次団体に昇格した。経済力において優位にあった池田組は、山口組内でも有力組織として勢力を拡大してゆき、六代目体制発足後の2007年（平成19年）6月、池田が若頭補佐に就任する頃には、岡山県内に磐石の基盤を築いたといわれる。

### 移籍から独立迄
2015年（平成27年）8月26日、池田の意向に従い、山健組や宅見組等と共に六代目山口組を離脱した。翌日の8月27日、新団体・神戸山口組が結成されると、離脱した13団体と共に舎弟頭に就任した。なお、六代目山口組からは絶縁処分を受けた。
2016年（平成28年）5月31日、岡山市内で、若頭・髙木忠が射殺される。実行犯は、六代目山口組系三代目弘道会髙山組傘下組員であり、事件後岡山県岡山南警察署に出頭している。
2020年（令和2年）5月30日、池田組本部事務所前で、若頭・前谷祐一郎が六代目山口組系大同会幹部に銃撃され、重傷を負う事件が発生する。これは暴力団の世界では厳禁とされる法要の際を狙った襲撃であり、六代目山口組の池田組及びに神戸山口組を他組織として認めない方針を明らかにするものであった。
同年7月27日、池田が神戸山口組を脱退する意向を示し、翌日には正式に脱退。更に池田名義の脱退挨拶書状が全国に送付されたことで、池田組が一本独鈷（独立組織）となったことが確定的となった。なお、8月7日には神戸山口組から除籍処分を受けている。
同年9月10日、岡山県内で指定暴力団・絆會と、正式に親戚団体として締結した。
2021年（令和3年）11月11日、岡山県公安委員会は池田組を正式に指定暴力団に指定した。同年12月21日、岡山地方裁判所は岡山市が求めた事務所（岡山市北区田町）の使用差し止めを仮処分申請を大筋で認め、組事務所の使用禁止を決定したと発表した。
2022年（令和4年）9月8日、神戸山口組と五分の親戚関係を結ぶ。これにより、絆會を交えた3者で実質的な同盟関係が結ばれたことが報じられた。
同年10月26日、岡山市北区の理髪店にて、組長・池田孝志が六代目山口組系山健組傘下妹尾組若頭に刃物で襲撃される。また、その8時間後に岡山市北区にある池田の自宅付近で、池田組関係者の車両が銃撃される。同年12月8日、六代目山口組と共に岡山、兵庫、愛知、三重4県の公安委員会により特定抗争指定暴力団に指定された。
2023年末までに六代目山口組との対立抗争に起因するとみられる事件は、3都道府県で9件起こっている。
2024年1月14日、愛媛県四国中央市のスターバックスコーヒー店舗のテラス席で、前述の池田組若頭・前谷祐一郎（六代目山口組二代目大石組功龍会会長→神戸山口組池田組本部長→池田組若頭）が、至近距離から政治結社代表49歳男性（六代目山口組二代目大石組功龍会若頭→神戸山口組池田組功龍会→六代目山口組二代目若林組→政治結社代表）の胸に向け拳銃で銃弾3発を発砲。前谷は銃器を持ったまま徒歩で逃走。当該男性は心肺停止の状態ですぐに病院へ運ばれたが死亡が確認された。店内の客に怪我はなかった。同年3月5日、愛媛県警特別捜査本部は、岡山県倉敷市の民家に潜伏していた前谷を殺人容疑で逮捕。のちに、建設業の59歳男が、同年1月下旬から逮捕される3月5日までの間、倉敷市内の住宅に前谷を宿泊させ匿った疑いで逮捕された。同年3月26日、松山地方検察庁は前谷を殺人罪で起訴した。同年4月3日、愛媛県警は前谷を銃刀法違反（加重所持）容疑で再逮捕した。逮捕された倉敷市の住宅で、回転式拳銃1丁と実弾4発を所持していた疑い。愛媛県警によると、住宅からは他にも数十発の銃弾が見つかり、押収した拳銃や実弾は凶器に使われたとみて、入手経路などを調べている。同年4月24日、松山地方検察庁は拳銃などを所持したとして、銃刀法違反などの罪で前谷を追起訴した。認否は明らかにしていない。起訴状によると、2024年3月5日、岡山県倉敷市で拳銃1丁と実弾4個を所持したとしている。
2025年4月7日午後1時、兵庫県警本部を六代目山口組の森尾卯太男本部長、津田力若頭補佐、安東美樹若頭補佐の3人が訪問し、以下の宣誓文を提出し、六代目山口組側は抗争終結を宣言した。「この度は全国の任侠団体の申し出により山口組は処分者の井上、入江、池田、岡本、宮下との抗争を終結する事にしました。尚、山健組処分者の織田とも今後一切揉める事はしません。一般の市民にはご迷惑お掛けしました。高山清司 執行部一同」。